# Гермій Атарнейський
Гермій Атарнейський (? — 341 до н. е.) — тиран Атарнея, грецької колонії в Мезії, територія сучасної Туреччини.

## Біографія
Вперше Гермій, грек за походженням, фракієць, згадується як раб віфінського банкіра Евбула, який управляв Атарнеєм. За певних обставин Гермій здобув свободу та успадкував владу в Атарнеї. Учень Платона і товариш Аристотеля. Власне Аристотель по смерті Платона оселився в Атарнеї і одружився з племінницею (за іншими джерелами, молодшою дочкою) Гермія. Обурившись проти персів, Гермія схопив сатрап Ментор і стратив 348 до н. е.
Аристотель склав на честь Гермія вірш, який дійшло до нас, і йому також належить напис на пам'ятнику Гермія у Дельфах.